# آی.اس. جوهر
آی. اس. جوهر (انگلیسی: I. S. Johar; ۱۶ فوریهٔ ۱۹۲۰ – ۱۰ مارس ۱۹۸۴) بازیگر، کارگردان فیلم، تهیه‌کننده فیلم، نویسنده اهل هند بود.
از فیلم‌ها یا برنامه‌های تلویزیونی که وی در آن نقش داشته است می‌توان به لورنس عربستان، جانی نام من است، مرز شمال غربی، مرگ بر روی نیل، یک شب بارانی، بی‌دین، شاگرد، سه خانم، آنیتا، آن که رشد می‌کند ریش است، آقای بنارسی، داستان و مایا اشاره کرد.